# Ковтаюча акула чорноплавцева
Ковтаюча акула чорноплавцева (Centrophorus isodon) — акула з роду Ковтаюча акула родини Ковтаючі акули. Інша назва «чорна гілчаста акула».

## Опис
Загальна довжина сягає 1,1 м. Голова помірно довга та широка. Морда коротка, загострена. Очі великі, мигдалеподібні. Зуби верхньої та нижньої щелеп відрізняються розміром та мають боковий нахил. За ротом є шкіряні складки. Тулуб стрункий, веретеноподібний. Грудні плавці короткі, округлі. Має 2 спинних плавця з шипиками. На шипах є канавки. Задній спинний плавець відносно великий. На бокових кілях хвостового стебла відсутнє поглиблення. На верхній лопаті хвостового плавця є помітне субтермінальне розширення. Анальний плавець відсутній.
Забарвлення спини сіро-коричнева. Очі мають зелений колір. Порожнина рота чорного забарвлення. Черево помітно світліше за спину. Плавці мають чорне забарвлення. звідси походить назва цієї акули.

## Спосіб життя
Тримається на глибинах від 200 до 2100 м. Одинак. Здійснює добові міграції, підіймаючись вночі ближче до поверхні. Живиться головоногими молюсками та дрібною костистою рибою, інколи дрібними акулами та креветками.
Статева зрілість настає при розмірі у 1 м. Це яйцеживородна акула. Самиця народжує 1-2 акуленят.
Спійманих акул використовують для вироблення рибного борошна, а з печінки отримують сквален. Проте не є об'єктом комерційного вилову.

## Розповсюдження
Утворює окремі ареали біля берегів о. Шрі-Ланка, Мальдівських островів, Філіппін, також у Південно-Китайському морі.